# Neoniphon
Neoniphon – rodzaj ryb z rodziny hajdukowatych (Holocentridae).

## Klasyfikacja
Gatunki zaliczane do tego rodzaju:

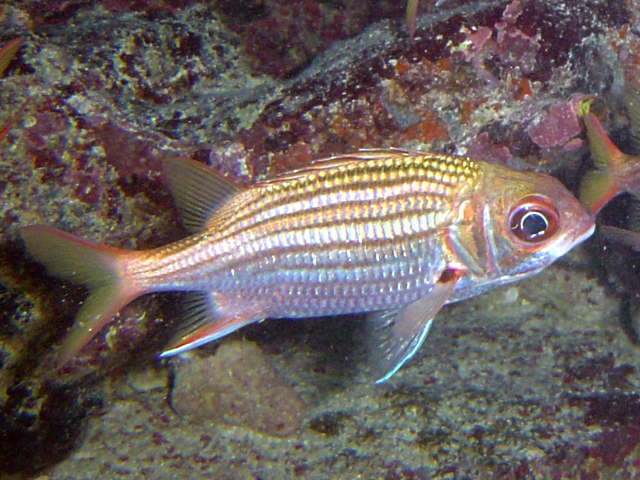
Neoniphon argenteus
- Neoniphon aurolineatus
- Neoniphon marianus
- Neoniphon opercularis
- Neoniphon sammara

- Neoniphon marianus